# Hrabstwo Toole
Hrabstwo Toole (ang. Toole County) – hrabstwo w stanie Montana w Stanach Zjednoczonych. Obszar całkowity hrabstwa obejmuje powierzchnię 1945,86 mil² (5039,75 km²). Według szacunków United States Census Bureau w roku 2009 miało 5151 mieszkańców. Jego siedzibą jest Shelby.
Hrabstwo powstało w 1914 roku.

## Miasta
- Kevin
- Shelby
- Sunburst
- Sweet Grass (CDP)